# Magdalen Nabb
Magdalen Nabb (Church, 16 gennaio 1947 – Firenze, 18 agosto 2007) è stata una scrittrice inglese, nota per i romanzi polizieschi con protagonista il Maresciallo Guarnaccia.
Nacque in un piccolo paese vicino Accrington, nel Lancashire, come Magdalen Nuttall. Studiò presso il Convent Grammar School a Bury ed in seguito frequentò un corso universitario d'Arte a Manchester in cui studiò l'Arte e la ceramica che in seguito insegnò in una scuola d'arte. Nel 1975 si trasferì a Firenze col figlio Liam, anche se non parlava italiano: in una cittadina nei pressi di Firenze continuò a lavorare la ceramica e cominciò anche a scrivere. A Montelupo Fiorentino incontrò un maresciallo che in seguito prese a modello per il personaggio delle sue opere poliziesche, il Maresciallo Guarnaccia. Il suo primo libro, Morte di un Inglese, fu pubblicato nel 1981. Tutte le sue storie si svolgono a Firenze che descrive come città molto segreta.  Ha vissuto nei pressi di una stazione di Carabinieri riuscendo a chiacchierare spesso col maresciallo comandante della caserma riuscendo in tal modo ad essere aggiornata sui crimini commessi nella città.
Nabb ha scritto anche una serie di libri per i bambini con come protagonista il personaggio Josie Smith: occasionalmente si è dedicata ad articoli per giornali inglesi, tedeschi ed italiani. Nel 1991 col secondo libro della serie, Josie Smith ed Eileen, ha vinto il premio Nestlé Smarties. Il suo ultimo romanzo, Vita Nuova, è stato pubblicato postumo nel 2008.
Nabb è morta a Firenze all'età di 60 anni colpita da un infarto.
Nell'agosto 2017, trascorsi 10 anni dalla morte, il Comune di Montelupo Fiorentino le ha intitolato uno slargo, nei pressi del luogo dove in passato sorgeva la manifattura ceramica "Mancioli & C.".

## Romanzi della serieMaresciallo Guarnaccia
- Morte di un inglese, 1981
- Morte di un olandese, 1982
- Morte in primavera, 1983
- La montagna della morte, 1983
- Morte in autunno, 1985
- Il maresciallo e l'assassino, 1987
- Il maresciallo e la pazza, 1988
- Il maresciallo a Villa Torrini, 1993
- Il mostro di Firenze, 1996
- L'innocente, 2005
- Vita Nuova, 2008

## Romanzi della serieMaresciallo Guarnacciaediti in italiano
- La straniera in pelliccia, Rusconi, 1994
- Morte di un inglese, Rusconi, 1994
- L'olandese, Rusconi, 1994
- La montagna della morte, Rusconi, 1995
- Legame di sangue, Passigli Editori, 2001
- La pazza e il maresciallo, Passigli Editori, 2003
- Morte a Palazzo, Passigli Editori, 2004
- Qualcosa di amaro, Passigli Editori, 2006

## Romanzi della serieJosie Smith
- Josie Smith, 1989
- Josie Smith ed Eileen, 1991
- Josie Smith a Natale, 1992
- Josie Smith a scuola, 1994
- Josie Smith in ospedale, 1995
- Josie Smith al mercato, 1996
- Josie Smith in estate, 1997
- Josie Smith in inverno, 1998
- Josie Smith in primavera, 1999
- Josie Smith in autunno, 2000